# Roland Lange
Roland Lange (* 20. Oktober 1954 in Osterode am Harz) ist ein deutscher Schriftsteller. Seine Arbeitsschwerpunkte sind Kriminalromane mit regionalem Hintergrund.

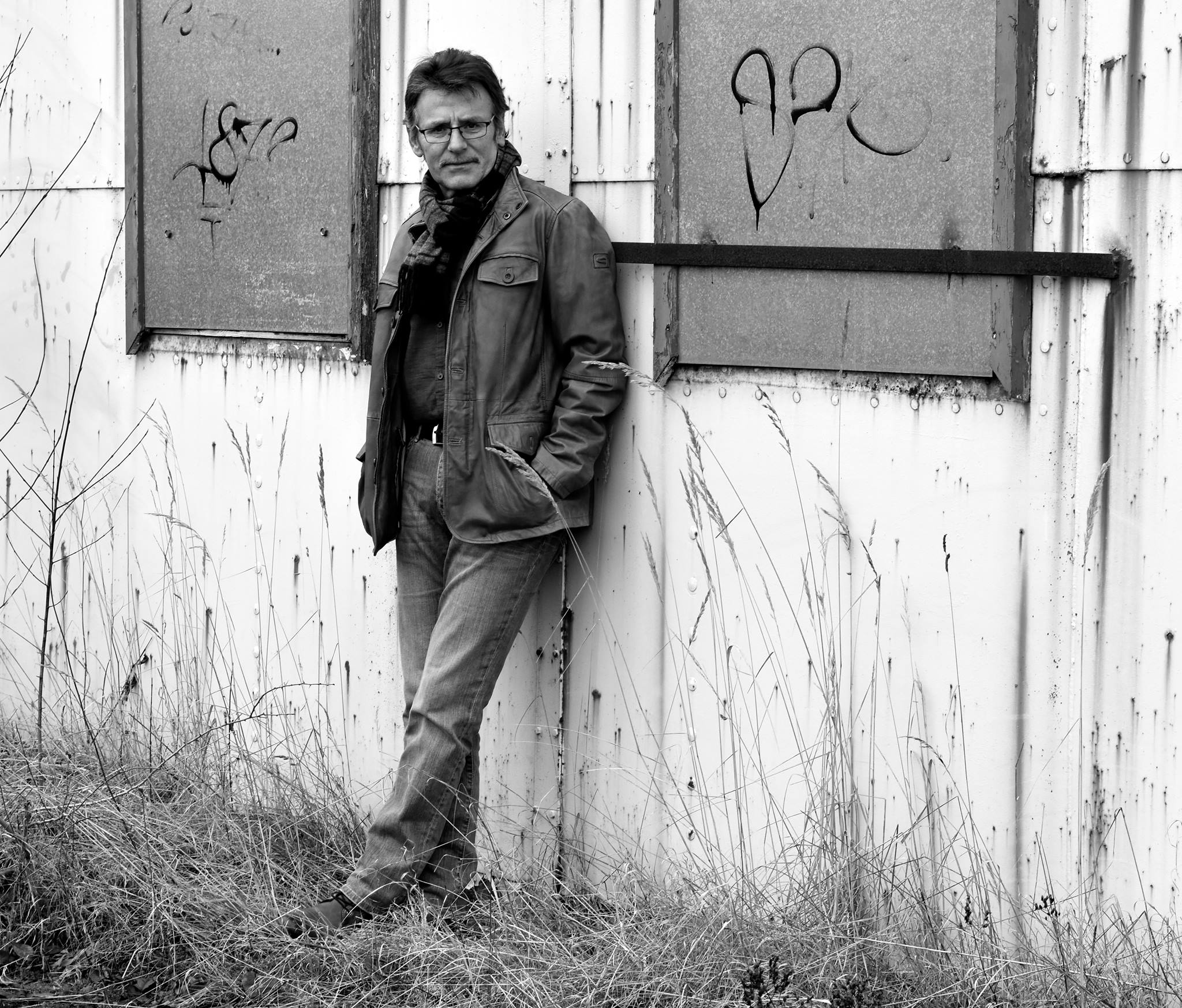
Roland Lange

## Leben
Lange studierte in Hamburg Vermessungswesen. Nach Abschluss des Studiums im Jahr 1978 arbeitete er im Katasteramt in Göttingen und wechselte später am das Katasteramt in Osterode am Harz. 2014 schied Lange aus dem aktiven Vermessungsdienst aus. Seitdem widmet er sich ausschließlich dem Schreiben.
Parallel zu seinem ‚Brotberuf‘ hat Lange ab 1991 Bücher in verschiedenen Verlagen und unterschiedlichen Genres veröffentlicht, u. a. Kurzgeschichten und Jugendromane. Auch als Textdichter für diverse christliche Sänger war Lange tätig. Darüber hinaus findet sich ein Bühnenstück für Amateurtheater in seiner Biografie.
Neben seiner schriftstellerischen Tätigkeit hat Lange das Harzer Krimifestival Mordsharz-Festival ins Leben gerufen, das seit 2011 jedes Jahr im September an verschiedenen Orten im Harz mit Lesungen nationaler und internationaler Kriminalschriftsteller und -schriftstellerinnen aufwartet. Lange gehört dem 5-köpfigen Festival-Organisationsteam an.
Roland Lange ist Mitglied im Syndikat, im Verband Deutscher Schriftsteller und Schriftstellerinnen (VS Niedersachsen und Bremen) und bei den 42er Autoren.

## Buchveröffentlichungen

### SJD Verlag, Lahr
- Schatzsuche, Kurzgeschichten, 1991
- Das Kanzelkomplott, Kurzgeschichten, 1992
- Nebeltage, Roman, 1993
- Kleine Fische, Krimi, 1994
- Großer Traum und kleine Lügen, Kinder-/Jugendroman, 1995
- Ein wünschenswerter Tod, Krimi, 1995
- Der Weideunfall, Krimi, 1997
- Wo liegt Bethlehem?, Weihnachtsgeschichten, 1998

### Prolibris Verlag, Kassel
- Höhlenopfer. Harz Krimi, 2010, ISBN 978-3-935263-74-0.
- Todesstreifen. Harz Krimi, 2011, ISBN 978-3-935263-85-6.
- Die Goldregen-Intrige. Harz Krimi, 2012, ISBN 978-3-935263-98-6.
- Brockendämmerung. Harz Krimi, 2013, ISBN 978-3-95475-073-3.
- Der letzte Sprung. Harz Krimi, 2015, ISBN 978-3-95475-103-7.
- Stöberhai. Harz Krimi, 2016, ISBN 978-3-95475-127-3.
- Glühwein, Schnee und Harzer Knüppel. Kriminelle Weihnachtsgeschichten aus dem Harz. Anthologie, Hrsg., 2016, ISBN 978-3-95475-131-0.
- Hexentrank und Halleluja. Kriminelle Weihnachtsgeschichten aus dem Harz. Anthologie, Hrsg., 2017, ISBN 978-3-95475-155-6.
- Drei freundliche Tage und ein Todesfall. Harz Krimi, 2018, ISBN 978-3-95475-168-6.
- Der Fall Sartory. Harz Krimi, 2020, ISBN 978-3-95475-204-1.

### Sonstige Verlage
- Ein Islandpferd kommt selten allein, Pferdegeschichten, Kosmos Verlag, Stuttgart, 2003
- Der Nachfahre, Tatsachenbericht u. historische Erzählung, Verlag Mitzkat, Holzminden, 2008
- Weihnachtsgeschichten aus dem Harz, Wartberg Verlag, Gudensberg, 2015
- Ein Beitrag in Heide, Harz und Hackebeil, Krimi-Anthologie (Hrsg. Cornelia Kuhnert u. Richard Birkefeld), KBV Verlag, Hillesheim, 2013

## Theaterstücke
- Schlachtfest bei Schmidt, ländlicher Kriminalschwank in 3 Akten, Reinehr Verlag, Mühltal-Traisa

## Liedtexte (Auszug)
- Du kannst übers Wasser geh'n, CD "So weit, so gut", Beate Ling, Musikverlag Gerth, Asslar, 1997
- Copiloten, CD "Wohin sonst?", Layna, Musikverlag Gerth, Asslar, 2000
- Elefantentick, CD "Total genial", Hella Heizmann und ihre Rasselbande, Musikverlag Gerth, Asslar, 1995